# Hans van Helden
Pour les articles homonymes, voir Van Helden.
Hans van Helden est un patineur de vitesse né le 27 avril 1948 à Almkerk aux Pays-Bas.

## Biographie
Il a remporté trois médailles de bronze lors des Jeux olympiques de Innsbruck en 1976 sur 1 500 m, 5 000 m et 10 000 m en tant que néerlandais. Pour les Pays-Bas, en 1976 il est troisième aux championnats du monde Allround. Aux championnats d'Europe Allround, il gagne la médaille d'argent en 1973 puis la médaille de bronze en 1974.
En 1976, il établit deux records du monde :
- sur 1 500 m à Inzell, Allemagne: 1.55,61 s
- sur 5 000 m à Davos, Suisse: 7.07,82 s
En 1981, il épouse la patineuse française Marie-France Vivès et est naturalisé français en décembre 1981. Il participe aux Jeux olympiques de 1984 sous les couleurs françaises. Il termine quatrième du 1 500 mètres. Pour la France, il remportera également la médaille d'or du 1 500 m aux championnats d'Europe de 1984. Il participera sur toutes les distances aux Jeux Olympiques de Calgary en 1988 à 40 ans. Il gagne la médaille de bronze du 10 000 m aux championnats du monde en cette même année 1988.

## Palmarès
- Jeux olympiques
  -  Médaille de bronze sur 1 500 m aux Jeux olympiques d'hiver de 1976 à Innsbruck.
  -  Médaille de bronze sur 5 000 m aux Jeux olympiques d'hiver de 1976 à Innsbruck.
  -  Médaille de bronze sur 10 000 m aux Jeux olympiques d'hiver de 1976 à Innsbruck.
- Championnats du monde Allround
  -  Médaille de bronze Allround aux Championnats du monde 1976 à Heerenveen.
  -  Médaille d'or sur 5 000 m aux Championnats du monde 1976 à Heerenveen.
  -  Médaille d'or sur 5 000 m aux Championnats du monde 1977 à Heerenveen.
  -  Médaille d'or sur 1 500 m aux Championnats du monde 1974 à Inzell.
  -  Médaille de bronze sur 10 000 m aux Championnats du monde 1988 à Alma-Ata.
- Championnats d'Europe Allround
  -  Médaille d'argent Allround aux Championnats d'Europe 1973 à Grenoble.
  -  Médaille de bronze Allround aux Championnats d'Europe 1974 à Eskilstuna.
  -  Médaille d'or sur 1 500 m aux Championnats d'Europe 1984 à Larvik.